# Florida State Road 87
Die Florida State Road 87 (kurz FL 87) ist eine State Route im US-Bundesstaat Florida, die in Nord-Süd-Richtung verläuft.
Die State Road beginnt an der Alabama State Route 41 in Dixonville und endet nach 87 Kilometern in Navarre am U.S. Highway 98 und an der State Road 30.

## Verlauf
Ab der Grenze zu Alabama verläuft die FL 87 in Richtung Süden und trifft westlich von Berrydale auf die State Road 4. Südwestlich des Naval Air Station Whiting Fields nutzt die State Road 89 für einige Kilometer die Trasse der FL 87, bevor sie die Stadtgrenze von Milton erreicht. Im Zentrum der Stadt trifft die Straße auf die Trasse des U.S. Highways 90 und nutzt diese in östlicher Richtung. Östlich des Peter Prince Fields verlässt die FL 87 die Trasse bereits wieder.
Nach etwa zwei Kilometern kreuzt sie die Interstate 10 und verläuft im Anschluss durch die Eglin Air Force Base. Nach der Überquerung des East Rivers erreicht die FL 87 die Stadt Navarre und endet nach 87 Kilometern am U.S. Highway 98 und der Florida State Road 30.